# 齋藤正樹
齋藤正樹（1943年10月13日—2013年11月2日），生於日本廣島縣，日本外交官。東京大學教養學部畢業。1966年4月進入日本外務省。1966－1968年駐中華民國、1968－1969年駐美國、1969年駐英屬香港、1976－1978年駐法國、1978－1981年駐中華人民共和國等地，擔任日本國駐外官員。2008年7月迄2009年12月擔任財團法人交流協會台北事務所代表（相當於駐臺的大使）。

## 簡歷
1. 1981年1月、任日本條約局國際協定課條約審議官。
2. 1982年6月、任日本經濟局海洋課長。
3. 1984年9月、任日本國際聯合局經濟課長。
4. 1986年12月、任日本駐香港總領事館領事。
5. 1989年7月、任日本駐華大使館參事。
6. 1990年1月、任日本駐華大使館公使。
7. 1992年8月、任日本駐西雅圖總領事館總領事。
8. 1995年8月、任日本大臣官房領事移民部長。
9. 1997年8月、任日本駐柬埔寨特命全權大使。
10. 2000年9月、任日本國際開發高等教育機構專務理事。
11. 2003年5月、任日本駐紐西蘭兼薩摩爾特命全權大使。
12. 2007年4月、自日本外務省退休。
13. 2007年5月、任日本財團法人多媒體振興中心顧問。
14. 2008年7月－2009年12月、任財團法人交流協會台北事務所代表。[1]
15. 2010年、任日本菱備公司（日语：リョービ）監察人。
16. 2013年11月、於擔任菱備公司監察人之任內過世。[3]

## 言论風波事件
齋藤正樹支持台灣地位未定論，於2009年5月1日在國立中正大學戰略暨國際關係學會年會上致詞說：「…日本已在舊金山和約的第二條放棄對台灣的所有權利、權利名義與請求權，因此，有關台灣的法定地位，沒有獨自認定的立場…」，引發部分在場人士抗議。外交部次長夏立言5月1日下午也召見齋藤要求說明，並對齋藤發表的言論表示遺憾及嚴正抗議。不過，部分在現場聽講的台灣社會相關領域的意見領袖，私下讚揚齋藤正樹對台灣主權定位的觀點正確。齋藤正樹已聲明那是他的個人言論，不代表日本政府的立場。美國退休外交官譚慎格則認為台灣地位未定也是如英國、澳洲與加拿大等舊金山和約簽署國的看法。

## 請辭
2009年底，齋藤正樹提出請辭，繼任人選傳出是日本前駐以色列大使今井正。立法院外交委員會召委周守訓確認這項人事案應該屬實。正式定案會在2009年12月7日、於東京都召開的交流協會理事會上決定。不過這項駐台代表人事案，被民進黨立委黃偉哲質疑是日方打算「冷處理」台日關係。但是國民黨立委李鴻鈞認為應該進一步了解日方的考量立場。

## 外部連結
- （財）交流協会 台北事務所（日本語）（日語）（中文）

| 官衔          | 官衔                                            | 官衔          |
| ------------- | ----------------------------------------------- | ------------- |
| 前任： 池田維 | 日本交流協會台北事務所代表 2008年7月—2009年12月 | 繼任： 今井正 |